# Nationalliga A (herrar)
Nationalliga A är den högsta serien i volleyboll för herrar i Schweiz. Vinnaren av serien blir schweizisk mästare. Tävlingen organiseras av Swiss Volley sedan 1956. Servette Star-Onex har varit mest framgångsrika lag med 12 titlar.

## Resultat per år
| Säsong                  | Podium             | Podium           | Podium          |
| Mästare                 | Tvåa               | Trea             |                 |
| ----------------------- | ------------------ | ---------------- | --------------- |
| 1956-57 mer information | EOS Lausanne       | -                | -               |
| 1957-58 mer information | Universität Bern   | -                | -               |
| 1958-59 mer information | EOS Lausanne       | -                | -               |
| 1959-60 mer information | EOS Lausanne       | -                | -               |
| 1960-61 mer information | Servette Star-Onex | -                | -               |
| 1961-62 mer information | Servette Star-Onex | -                | -               |
| 1962-63 mer information | Servette Star-Onex | -                | -               |
| 1963-64 mer information | Servette Star-Onex | -                | -               |
| 1964-65 mer information | Servette Star-Onex | -                | -               |
| 1965-66 mer information | Servette Star-Onex | -                | -               |
| 1966-67 mer information | Servette Star-Onex | -                | -               |
| 1967-68 mer information | Servette Star-Onex | -                | -               |
| 1968-69 mer information | Servette Star-Onex | -                | -               |
| 1969-70 mer information | Spada Academica    | -                | -               |
| 1970-71 mer information | Spada Academica    | -                | -               |
| 1971-72 mer information | Spada Academica    | -                | -               |
| 1972-73 mer information | Spada Academica    | -                | -               |
| 1973-74 mer information | Servette Star-Onex | -                | -               |
| 1974-75 mer information | VBC Biel-Bienne    | -                | -               |
| 1975-76 mer information | VBC Biel-Bienne    | -                | -               |
| 1976-77 mer information | Voléro Zürich      | -                | -               |
| 1977-78 mer information | VBC Biel-Bienne    | -                | -               |
| 1978-79 mer information | VBC Biel-Bienne    | -                | -               |
| 1979-80 mer information | VBC Biel-Bienne    | -                | -               |
| 1980-81 mer information | Servette Star-Onex | Lausanne UC      | -               |
| 1981-82 mer information | Servette Star-Onex | Lausanne UC      | -               |
| 1982-83 mer information | Lausanne UC        | -                | -               |
| 1983-84 mer information | Chênois Genève     | Lausanne UC      | -               |
| 1984-85 mer information | Leysin VBC         | Lausanne UC      | -               |
| 1985-86 mer information | Leysin VBC         | -                | -               |
| 1986-87 mer information | Leysin VBC         | Lausanne UC      | -               |
| 1987-88 mer information | Leysin VBC         | -                | Lausanne UC     |
| 1988-89 mer information | Leysin VBC         | -                | Lausanne UC     |
| 1989-90 mer information | Leysin VBC         | Lausanne UC      | -               |
| 1990-91 mer information | Lausanne UC        | -                | -               |
| 1991-92 mer information | Lausanne UC        | -                | -               |
| 1992-93 mer information | Lausanne UC        | -                | -               |
| 1993-94 mer information | Lausanne UC        | Volley Näfels    | -               |
| 1994-95 mer information | Lausanne UC        | Volley Näfels    | -               |
| 1995-96 mer information | Chênois Genève     | Volley Näfels    | Lausanne UC     |
| 1996-97 mer information | Chênois Genève     | Volley Näfels    | -               |
| 1997-98 mer information | Volley Näfels      | -                | Lausanne UC     |
| 1998-99 mer information | Volley Näfels      | -                | Lausanne UC     |
| 1999-00 mer information | Volley Näfels      | Lausanne UC      | -               |
| 2000-01 mer information | Volley Näfels      | -                | Lausanne UC     |
| 2001-02 mer information | Chênois Genève     | Volley Näfels    | Volley Amriswil |
| 2002-03 mer information | Volley Näfels      | -                | Volley Amriswil |
| 2003-04 mer information | Volley Näfels      | -                | Lausanne UC     |
| 2004-05 mer information | Volley Näfels      | Lausanne UC      | Volley Amriswil |
| 2005-06 mer information | Chênois Genève     | Volley Amriswil  | Volley Näfels   |
| 2006-07 mer information | Volley Näfels      | Volley Amriswil  | Lausanne UC     |
| 2007-08 mer information | Lausanne UC        | Volley Amriswil  | -               |
| 2008-09 mer information | Volley Amriswil    | Lausanne UC      | VBC Münsingen   |
| 2009-10 mer information | Volley Amriswil    | Chênois Genève   | Lausanne UC     |
| 2010-11 mer information | Volley Näfels      | Chênois Genève   | Lausanne UC     |
| 2011-12 mer information | Chênois Genève     | Pallavolo Lugano | Volley Näfels   |
| 2012-13 mer information | Pallavolo Lugano   | Volley Amriswil  | TV Schönenwerd  |
| 2013-14 mer information | Pallavolo Lugano   | TV Schönenwerd   | Lausanne UC     |
| 2014-15 mer information | Pallavolo Lugano   | Lausanne UC      | Volley Näfels   |
| 2015-16 mer information | Volley Amriswil    | Lausanne UC      | Volley Näfels   |
| 2016-17 mer information | Volley Amriswil    | Volley Näfels    | TV Schönenwerd  |
| 2017-18 mer information | Lausanne UC        | Volley Näfels    | Volley Amriswil |
| 2018-19 mer information | Lausanne UC        | Volley Amriswil  | TV Schönenwerd  |
| 2019-20 mer information | Ej utdelade        | Ej utdelade      | Ej utdelade     |
| 2020-21 mer information | Chênois Genève     | Volley Amriswil  | TV Schönenwerd  |
| 2021-22 mer information | Volley Amriswil    | Chênois Genève   | TV Schönenwerd  |
| 2022-23 mer information | TV Schönenwerd     | Volley Amriswil  | Volley Näfels   |

## Resultat per klubb
| Lag                | Antal titlar | Stagione                                                                                                   |
| ------------------ | ------------ | --- |
| Servette Star-Onex | 12           | 1960-61, 1961-62, 1962-63, 1963-64, 1964-65, 1965-66, 1966-67, 1967-68, 1968-69, 1973-74, 1980-81, 1981-82 |
| Volley Näfels      | 9            | 1997-98, 1998-99, 1999-00, 2000-01, 2002-03, 2003-04, 2004-05, 2006-07, 2010-11                            |
| Lausanne UC        | 9            | 1982-83, 1990-91, 1991-92, 1992-93, 1993-94, 1994-95, 2007-08, 2017-18, 2018-19                            |
| Chênois Genève     | 7            | 1983-84, 1995-96, 1996-97, 2001-02, 2005-06, 2011-12, 2020–21                                              |
| Leysin VBC         | 6            | 1984-85, 1985-86, 1986-87, 1987-88, 1988-89, 1989-90                                                       |
| VBC Biel-Bienne    | 5            | 1974-75, 1975-76, 1977-78, 1978-79, 1979-80                                                                |
| Volley Amriswil    | 5            | 2008-09, 2009-10, 2015-16, 2016-17, 2021-22                                                                |
| Spada Academica    | 4            | 1969-70, 1970-71, 1971-72, 1972-73                                                                         |
| EOS Lausanne       | 3            | 1956-57, 1958-59, 1959-60                                                                                  |
| Pallavolo Lugano   | 3            | 2012-13, 2013-14, 2014-15                                                                                  |
| Universität Bern   | 1            | 1957-58 |
| Voléro Zürich      | 1            | 1976-77 |
| TV Schönenwerd     | 1            | 2022-23 |